# غوردي روبرتس
غوردي روبرتس (بالإنجليزية: Gordie Roberts)‏ هو لاعب هوكي جليد أمريكي، ولد في 2 أكتوبر 1957 في ديترويت في الولايات المتحدة.

## وصلات خارجية
- غوردي روبرتس على موقع دوري الهوكي الوطني (الإنجليزية)
- غوردي روبرتس على موقع قاعة مشاهير الهوكي (لاعب أن.إتش.أل) (الإنجليزية)
- غوردي روبرتس على موقع EliteProspects.com (الإنجليزية)
- غوردي روبرتس على موقع HockeyDB.com (الإنجليزية)
- غوردي روبرتس على موقع Hockey-Reference.com (الإنجليزية)